# Д’Абовиль, Огюстен Габриэль
Огюстен Габриэль Д’Абовиль (20 марта 1774, Ла-Фер, Пикардия — 15 августа 1820, Париж) — французский военачальник эпохи Наполеоновских войн, бригадный генерал, военный артиллерист. Сын генерала Франсуа Д’Абовиля, брат генерала Огюстена Мари Д’Абовиля.

## Семья и происхождение
Родился в семейном особняке в городе Ла-Фер в семье артиллерийского офицера, позднее генерал-лейтенанта, сенатора и Первого генерального инспектора артиллерии Франсуа Д’Абовиля. Младший брат, Огюстен Мари Д’Абовиль, также выбрал карьеру военного артиллериста, в результате чего возникла уникальная династия из трёх артиллерийских генералов (отец и два сына), находящихся на службе одновременно.
Нормандская дворянская семья Д’Абовилей, первоначально происходившая из Котантена, известна с конца XV века. Семья Д’Абовилей существует до сих пор и является одной из самых многочисленных, среди сохранившихся семей французской знати. На 2002 год насчитывалось более 130 мужчин — представителей рода. Один из потомков генерала - известный французский путешественник и политик Жерар Д’Абовилль.

## Биография
Огюстен Габриэль Д’Абовиль начал службу в 1789 году су-лейтенантом 7-го Тульского полка пешей артиллерии. С 1789 по 1792 год он обучался в артиллерийском училище в Шалоне (по другим данным в Ла-Фере), которое закончил капитаном. Как и его отец, Д’Абовиль-младший благосклонно отнёсся к революции, и служил в революционной армии, приняв участие, в качестве офицера для поручений у своего отца, а затем в качестве офицера-артиллериста, во многих боях в составе Северной, Мозельской, Самбро-Маасской, Дунайской армий. Сражался при Штокахе (1799). В 1800 году, в чине командира батальона, был заместителем начальника артиллерии сильной приграничной крепости Майнц. Когда Наполеон начал свой второй поход в Северную Италию, Д’Абовиль участвовал в этом походе, перейдя со своими пушками через перевал Большой Сен-Бернар.
Занимал должность начальника артиллерийских парков армии, потом был среди руководителей артиллерии в Париже, затем возглавил артиллерию Турина (1804). Кавалер ордена Почётного легиона, полковник.
С 1807 по 1813 год Д’Абовиль служил в Испании и Португалии, участвовал во множестве сражений, став одним из самых заметных французских артиллерийских начальников на Пиренейском полуострове. Участвовал в штурмах и осадах городов, разрушал огнём мосты через реки при отступлении армии, а при наступлении, наоборот, прикрывал огнём своих батарей пехоту на переправе. В 1809 году получил степень Командора ордена Почётного легиона, в том же году был ранен. В 1810 году заменил погибшего генерала Сенармона, выдающегося артиллериста, французского героя битвы при Фридланде, в качестве командующего артиллерией при осаде Кадиса, последнего города, остававшегося под контролем испанцев, но взять город так и не удалось. С 1812 года — барон империи. В 1813 году, при общем отступлении из Испании, в неудачном для французов сражении при Витории, которое закончилось бегством армии, генерал Д’Абовиль потерял значительную часть пушек и был отправлен в отпуск.
Однако уже в конце того же года, в силу наступления войск России и её союзников, генерал привлекался к оборонительным работам на западе Франции. С конца 1813 года был комендантом Лилля. Во время Ста дней активно не служил. В 1817 году унаследовал графский титул своего отца и его место в Палате пэров, однако лишь на три года его пережил. Был похоронен на парижском кладбище Пер-Лашез, могила сохранилась.

## Личная жизнь
Огюстен Габриэль Д’Абовиль был женат с 1816 года на дворянке Натали де Друан де Рошплатт (1796—1831), дочери мэра города Орлеана. Из двух его сыновей старший, Альфонс-Габриэль (1818—1898), унаследовал его место в палате пэров (но только в 1844 году, когда достиг положенного возраста), младший, Огюст-Эрнест (1819—1902), был мэром небольшого города Глюкс-ан-Гленн.

## Награды
Легионер ордена Почётного легиона (XI год республики)
 Коммандан ордена Почётного легиона (23 июня 1809 года)
 Кавалер военного ордена Святого Людовика (1814 год)
 Коммандан военного ордена Святого Людовика (Не раньше 1814)
- Орден Лилии[5]

## Память
Имя генерала Д’Абовиля написано на северной стене Парижской триумфальной арки.